# 石井正則
石井 正則（いしい まさのり、1973年3月21日 - ）は、日本の俳優、タレント、声優、ナレーターである。お笑いコンビ「アリtoキリギリス」でボケを担っていた。神奈川県横浜市保土ケ谷区出身で神奈川県立商工高等学校を卒業し、現在はホリプロがマネジメントしている。

## 略歴
1973年3月21日、神奈川県横浜市保土ケ谷区西谷で生まれた。幼い頃に一時期、千葉県九十九里浜近傍に居住していた旨を語っている。
1994年8月1日に石塚義之とコンビ結成し、1996年から『タモリのSuperボキャブラ天国』にコンビで出演して石井の滑舌良く礼儀正しい「サラリーマンキャラ」が好評を得る。『ボキャブラ』での活動が三谷幸喜の目に留まり本番中に依頼され、1999年に『古畑任三郎3rd season』の西園寺守役で俳優デビュー。2000年エランドール新人賞を受賞。その後もコンビ芸人として活動しながら俳優として活動を続け、2000年代後半以降は声優としての活動も増えた。2006年3月には小学校5・6年生向けの学校放送番組『道徳ドキュメント』で番組ナビゲーターを担当した。『日本史サスペンス劇場』では江戸の町を飛び回り歴史の真実を追い詰める敏腕瓦版屋（ナビゲーター）を演じた。
2016年、コンビを解散。現在は俳優やタレント、ナレーターとして主に活動している。2020年からはYouTuberとしても活躍している。
1998年8月には『ボキャブラ』で共演した亀村愛（VERSUS）と結婚したものの、2005年5月に離婚。2009年5月には5歳年下の一般人女性と2度目の結婚をしたものの、2013年10月に2度目の離婚。その後、2023年3月、50歳の誕生日の際に、同じ1973年生まれの一般人女性と3度目の結婚をしたことが明らかになった。

## 人物
- 身長の低さが特徴で、コンビ名の由来でもあり、自身の持ちネタとしている。

- 相方の石塚よりもかなり身長が低いため石塚より年下に見えるが、実際には石井が年上である。
- 体型改善を意図して自転車でのポタリングを趣味とし、折りたたみ自転車ブロンプトンをはじめとして十数台保有し[5]、自転車雑誌に連載している。2017年（平成29年）には7代目「自転車名人」に選ばれた（自転車活用推進研究会選出）[6]。
- 芸人になる前は、セガが運営するゲームセンターでアルバイトをしながらホリプロ養成所に通った時期があるなどゲームに興味[7]をもち、知人からゲームソフトを贈られる[8]などしている。
- 読書と喫茶店巡り[9]やフィルムカメラ[10]を好む。フィルムカメラについては『駄カメラ大百科』（徳間書店、2018年）を刊行し[11]、8x10版フィールドカメラでハンセン病療養所をフィルムに収める活動を行っている[12]。フィルムカメラ以外のカメラにも造詣が深く、石井思惟（いしい・しい）の名で写真展を開催したり、2014年から開催されているグループ展にカラー作品で参加したりするなど、カメラ業界イベントへの出演も多い。
- ロレックスなど高級時計の収集や、編み物、ミシン、中医学で漢方養生指導士の資格を得るなど多方面に好奇心が高い。
- 両利きである。
- 新横浜駅近くで中学生から恐喝されたことがある。石井も大人なので事情を聞いたところ、家に帰るお金が無いとのことで、交通費として500円を渡した経緯がある。
- 2024年2月16日　SUPERNOVA（神奈川県川崎市）にてイベント「オンライン酒場いしい『生』vol.1」開催する。
- 2024年7月5日　自身のYouTube登録者4万人を記念して「オンライン酒場いしい」を配信。

## 出演
太字はメインキャラクター。

### テレビドラマ
- 古畑任三郎シリーズ（フジテレビ系列） - 西園寺守 役
  - 古畑任三郎 第3シリーズ（1999年4月 - 6月）
  - 巡査 今泉慎太郎 第12話「大空の怪事件」（2004年1月3日）
  - 古畑任三郎ファイナル（2006年1月）
- 恋の神様（2000年1月 - 3月、TBS系列） - 堀田寿 役
- 水曜ドラマの花束 ただいま 第4話（2000年3月1日、NHK）
- ナースのお仕事3（2000年4月 - 9月、フジテレビ系列） - 大部屋患者・織田和夫 役
- NHK総合 連続テレビ小説
  - オードリー（2000年度後期） - 関川徹 役
  - 梅ちゃん先生 第10週「恋の後始末」（2012年6月4日 - 9日、2012年度前期） - 狭山内科医（ハインリッヒ） 役
  - おかえりモネ（2021年度前期） - 宮田彰悟 役
- 早乙女タイフーン（2001年、テレビ朝日系列） - 鶴巻潤 役
- 東野圭吾ミステリー「悪意」 第3話・最終話（2001年12月、NHK総合）
- ドラマ愛の詩・料理少年Kタロー 第11回・最終回（2001年12月8日・15日、NHK教育テレビ） - 田沼彦左衛門 役
- 1億2千万人のボーイフレンド 〜出会い系サイト殺人事件～（2001年12月21日、フジテレビ） - 只野浩太 役
- 時空警察 1 - 5（2001年12月30日 - 2005年1月5日、日本テレビ系列） - 時澤爽太 役
- ギンザの恋（2002年、読売テレビ制作・日本テレビ系列） - 石田純 役
- 君を見上げて（2002年2月 - 3月、NHK） - 高野恭司 役
- しあわせのシッポ 第5話「お見合い」（2002年5月9日、TBS）
- 探偵家族 第6話（2002年、日本テレビ系列） - 空き巣 役
- 警視庁心理分析捜査官・崎山知子（2002年 - 2004年） - 松井良和 役
- ハマの静香は事件がお好き episode1 - 6（2003年4月25日 - 2009年8月21日、フジテレビ系列） - 竹ノ塚俊道 役
- OL銭道 第4話「内職商法夫人」（2003年5月2日、テレビ朝日） - 田中川 役
- おかしな刑事 ～居眠り刑事とエリート女警視の父娘捜査～ 1 - 17・26（2003年8月23日 - 2018年1月14日・2022年12月27日、テレビ朝日系列） - 姉小路行人 役
  - おかしな刑事最終回! 大千秋楽スペシャル（2024年1月6日）[13]
- 3時のおやつ（2004年1月9日、テレビ朝日） - マジシャン 役
- 銭形平次 1・2（2004年 - 2005年、テレビ朝日系列） - 八五郎 役
- 劇団演技者。「雨が来る」（2004年、フジテレビ系列） - 中山 役
- 殺人スタント（2004年7月17日、朝日放送制作・テレビ朝日系列） - 月宮麗樹 役
  - 殺人スタント2（2006年7月15日）
- ミステリー民俗学者 八雲樹 第3話・第4話「記憶喪失のかぐや姫」（2004年10月29日・11月5日、テレビ朝日） - 布部孝史 役
- DRAMA COMPLEX ブラックウィドー ～未亡人～（2005年12月6日、日本テレビ） - 石井圭介 役
- 逃亡者 木島丈一郎（2005年12月10日、フジテレビ系列） - 矢野君一 役
- 西遊記 第8話（2006年2月27日、フジテレビ系列） - 紅孩児 役
- おいしいプロポーズ（2006年4月 - 6月、TBS系列） - 大河内孝信 役
- 富豪刑事デラックス 第7話「富豪刑事の三ツ星レストラン」（2006年6月2日、朝日放送・テレビ朝日共同制作） - 料理番組の司会者 役
- ブスの瞳に恋してる（2006年、関西テレビ制作・フジテレビ系列） - 司会者 役
- 子だくさん刑事（2006年6月18日、BSジャパン） - 田中宏 役
- 昭和の爆笑王 林家三平ものがたり（2006年8月20日、テレビ東京） - 林家こん平 役
- 僕たちの戦争（2006年、TBS系列） - 兼子分隊士 役
- 美貌のメス 脳神経外科医・津山慶子（2007年、日本テレビ系列） - 後藤克己 役
- 今週、妻が浮気します 第9話（2007年、フジテレビ系列） - ノッチ 役
- 生徒諸君!（2007年、朝日放送・テレビ朝日共同制作） - 折戸聡史 役
- ゾウのはな子（2007年、フジテレビ系列） - 楢崎誠 役
- 震度0（2007年8月12日、WOWOW） - 桧原新一 役
- ガリレオ 第2話「離脱る」（2007年10月22日、フジテレビ系列） - 栗田信彦 役
- 宮部みゆき「長い長い殺人」 第六章 証人の財布（2007年11月4日、WOWOW） - 高井信雄 役
  - 宮部みゆき・4週連続 “極上”ミステリー 第3夜「長い長い殺人」（2012年5月21日、TBS） - 高井信雄 役　　※95分短縮版
- のだめカンタービレ 新春スペシャル inヨーロッパ （2008年、フジテレビ系列） - 片平元 役
- 鹿男あをによし 第9回（2008年3月13日、フジテレビ系列） - 黒塚古墳資料館職員 役
- 森山家の大パニック!「森山龍之介サスペンス 大向幸四郎刑事の路線バス事件簿」1・2（2008年3月20日、NHK総合） - 大向幸四郎 役
- 松本清張生誕100年スペシャル・夜光の階段（2009年、テレビ朝日系列） - 岡野正一 役
- スマイル 第3話 - 第6話（2009年5月1日 - 22日、TBS系列） - 銀行員・山根 役（友情出演）
- 浅見光彦〜最終章〜 第4話（2009年11月11日、TBS系列） - 高木部長刑事 役
- 椿山課長の七日間（2009年12月19日、テレビ朝日系列） - ヒットマン 役
- 土曜ワイド劇場 再捜査刑事・片岡悠介（2010年3月13日、テレビ朝日系列） - 佐久間拓也 役
- 八日目の蝉（2010年4月20日、NHK総合） - 土田 役
- 大魔神カノン 第10話・第11話（2010年6月11日・18日、テレビ東京系列） - 守谷 役
- 崖っぷちのエリー〜この世でいちばん大事な「カネ」の話〜 第5話（2010年、朝日放送・テレビ朝日共同制作） - 浅川 役
- 霊能力者 小田霧響子の嘘（2010年10月24日、テレビ朝日系列） - 高橋康一 役
- 告発〜国選弁護人 第3話（2011年1月27日、テレビ朝日系列） - 仲田周平 役
- 月曜ゴールデン 浅見光彦シリーズ29 「菊池伝説殺人事件」（2011年2月7日、TBS系列） - 菊池清文 役
- シマシマ（2011年4月22日 - 6月24日、TBS系列） - 柳原桂太郎 役
- ステップファザー・ステップ 第8話（2012年2月27日、TBS系列） - 田島浩一 役
- ハンチョウ 〜警視庁安積班〜 シリーズ5 第3話「遺留品1000万円の謎!?」（2012年4月23日、TBS系列） - 泉田武史 役
- たぶらかし-代行女優業・マキ- 第7話（2012年5月17日、読売テレビ制作・日本テレビ系列） - 不破幹生 役
- 漬けモノ学者・竹之内春彦 京都殺人100選（2012年9月10日、TBS） - 小比類巻ゆたか 役
- PRICELESS〜あるわけねぇだろ、んなもん!〜 第4話（2012年11月12日、フジテレビ系列） - 相模川製作所所長 役
- 2夜連続ドラマスペシャル 最も遠い銀河（2013年2月2日・3日、テレビ朝日系列） - 堀峰次郎 役
- スターマン・この星の恋（2013年、関西テレビ制作・フジテレビ系列） - 前川浩介 役
- なるようになるさ。 シーズン1 第8話 - 最終話（2013年8月30日 - 9月20日、TBS系列） - 佐竹伸人 役
- 刑事吉永誠一 涙の事件簿 season1 第1話（2013年10月11日、テレビ東京系列） - 神保豊 役
- さんすう刑事ゼロ 第13話（2013年11月11日、NHK Eテレ） - 千田早人 役
- ダンダリン 労働基準監督官 第8話（2013年11月20日、日本テレビ系列） - 島根尚人 役
- 極悪がんぼ 第4話（2014年5月5日、フジテレビ系列） - 跳田鉄男 役
- 牙狼-GARO- -魔戒ノ花- 第11話（2014年6月14日、テレビ東京系列） - カワバタセイジ 役
- HERO 2 最終話（2014年9月22日、フジテレビ系列） - 三島直也 役
- 東京にオリンピックを呼んだ男（2014年10月11日、フジテレビ系列） - 通訳兼運転手 役
- キャロリング〜クリスマスの奇跡〜（2014年、NHK BSプレミアム） - 田所祐二 役
- 水曜ミステリー9・警視庁特捜対策室 迷宮捜査の女（2015年1月21日、テレビ東京系列） - 荻野刑事 役
- 雲霧仁左衛門2 第5話「甘い罠」（2015年3月6日、NHK BSプレミアム） - 伊助 役
- ドS刑事（2015年4月 - 6月、日本テレビ） - 由良文男 役
- 大河ドラマ 花燃ゆ（2015年、NHK） - 井上馨 役
- 三匹のおっさん2〜正義の味方、ふたたび!!〜 第6話（2015年5月29日、テレビ東京） - 野尻 役
- 探偵の探偵 第1話（2015年、フジテレビ） - 林原彰男 役
- ホテルコンシェルジュ 第4話（2015年7月28日、TBS系列） - 沢村遙人 役
- サイレーン 刑事×彼女×完全悪女 第5話・第6話（2015年11月17日・24日、関西テレビ） - 舞川 役
- 大岡越前 3 - 6（2016年2月 - 、NHK BSプレミアム） - 辰三 役
  - 大岡越前スペシャル ～白洲に咲いた真実～（2017年1月3日）
  - 大岡越前スペシャル 〜親子をつなぐ名裁き〜（2019年1月4日）
  - 大岡越前スペシャル 〜初春に散る影法師〜（2021年1月1日）
  - 大岡越前スペシャル〜大波乱!宿命の白洲〜（2023年12月29日）[14]
  - 大岡越前7（2024年）[15]
  - 大岡越前8（2025年）[16]
- BARレモン・ハートSEASON2 第7話（2016年5月16日、BSフジ） - 斎藤 役
- NHKスペシャル 未解決事件 File.05 「ロッキード事件」（2016年7月23日、NHK総合）  - 堀田力 役
- 相棒 season15 第3話「人生のお会計」（2016年10月26日、テレビ朝日） - 谷中敏夫 役
- 月曜名作劇場 はぐれ署長の殺人急行「九十九里浜迷宮ダイヤ」（2016年12月5日、TBS系列） - 富士川優 役
- 魔性の群像 刑事・森崎慎平4（2017年3月13日、TBS） - 小山内直樹 役
  - 魔性の群像 刑事・森崎慎平5（2019年1月28日）
- こんにちは、女優の相楽樹です。 第3話 (2017年3月21日、テレビ東京)
- マッサージ探偵ジョー 第6話（2017年5月13日、テレビ東京系列） - 竜 役
- 孤独のグルメ Season6 第10話（2017年6月17日、テレビ東京） - 黒川孝明 役
- おかしな弁護士（2017年8月6日-、テレビ朝日系列） - 主演・姉小路行人 役
  - おかしな弁護士2（2018年1月14日）
- 最後の晩ごはん 第4話・第5話（2018年2月2日・9日、BSジャパン）
- 金曜プレミアム・政治の面白いトコロ集めました。加藤浩次vs政治家 再現VTR（2018年3月23日、フジテレビ） -  福田赳夫 役[17]
- ラストチャンス 再生請負人（2018年7月16日 - 9月3日、テレビ東京） - 渋川栄一郎 役[18]
- ハラスメントゲーム 第6話（2018年11月19日、テレビ東京） - 小泉光一 役
- 江戸前の旬 第7話・第8話・最終話（2018年11月25日・12月2日・30日、BSテレ東） - 西島 役
- 記憶捜査〜新宿東署事件ファイル〜 第1話・第6話（回想）・最終話（2019年1月18日・2月22日・3月1日、テレビ東京） - 青木元 役
- インハンド EPISODE.6（2019年5月17日、TBS） - 東野潔 役
- 大富豪同心 (2019年5月10日 - 7月12日、NHK BSプレミアム / 10月5日 - 、NHK総合） - 銀八 役
  - 大富豪同心2（2021年5月28日 - 7月23日、NHK BSプレミアム）
  - 大富豪同心スペシャル（2024年12月〈予定〉、NHK BSプレミアム4K）[19]
- ストロベリーナイト・サーガ 第9話（2019年6月6日、フジテレビ） - 土井警部補 役
- 永遠のニㇱパ 〜北海道と名付けた男 松浦武四郎〜（2019年7月15日、NHK総合） - 堀井出雲守 役
- 引き抜き屋 〜ヘッドハンターの流儀〜 第1話・第4話（2019年11月16日・12月7日、WOWOW） - 真田光俊 役
- ひまわりっ! 〜宮崎レジェンド〜（2020年6月1日 - 12日、テレビ宮崎） - 黒木 役
  - ひまわりっ 〜宮崎レジェンド2〜（2022年5月16日 - 27日）
- 大江戸もののけ物語（2020年7月17日 - 8月14日、NHK BSプレミアム） - 一つ目小僧 役
- 月曜プレミア8 横山秀夫サスペンス「沈黙のアリバイ」（2020年10月26日、テレビ東京） - 一谷秀幸 役
- 青のSP―学校内警察・嶋田隆平―（2021年1月12日 - 3月16日、関西テレビ・フジテレビ） - 一ノ瀬悟 役[20]
- SUPER RICH 第7話（2021年11月25日、フジテレビ） - 牧村 役
- ラジエーションハウスII〜放射線科の診断レポート〜 第9話（2021年11月29日、フジテレビ） - 山田福造 役
- 風の向こうへ駆け抜けろ（2021年12月18日・25日、NHK総合）[21]
- 競争の番人 第8話（2022年8月29日、フジテレビ） - 木下健一 役
- ファーストペンギン! 第4話・第5話・第7話・第8話（2022年10月26日・11月2日・11月16日・11月23日、日本テレビ） - 平沼俊也 役
- にがくてあまい（2023年4月20日 - 6月22日、東海テレビ） - 槙村泰典 役[22]
- 勝利の法廷式 第7話（2023年5月25日、読売テレビ・日本テレビ） - 木嶋典孝 役
- 警部補ダイマジン（2023年7月-9月、テレビ朝日） - 磯野郷太 役
- ほんとにあった怖い話 夏の特別編2023「誰にも貸せない部屋」（2023年8月19日、フジテレビ） - 石塚清治郎 役[23]
- ジャンヌの裁き（2024年、テレビ東京） - 甲野慎作 役
- はれのひ シンデレラ 〜ウェディングドレスを日本へ! ある女性の挑戦（2024年2月24日、読売テレビ・日本テレビ） - 芥川比呂志 役[24]
- マル秘の密子さん（2024年7月13日 - 、日本テレビ） - 荻野目誠治 役[25]
- 大川と小川の休日捜査（2024年9月30日、テレビ東京） - 須藤靖夫 役[26]
- 相続探偵（2025年1月25日 - 3月29日、日本テレビ） - 喫茶店のマスター・今野 役[27]
- 恋愛禁止（2025年7月3日 - 、読売テレビ・日本テレビ） - 徳島昇一 役[28]
- 奪い愛、真夏（2025年7月18日 - 、テレビ朝日） - 菅勇気 役[29]

### 映画
- 卒業（2003年） - 雨宮裕司 役
- 交渉人 真下正義（2005年） - 矢野君一 役
- THE 有頂天ホテル（2006年） - ホテル探偵・蔵人役
- UDON（2006年）
- 檸檬のころ（2007年） - 金子晋平 役
- 少林少女（2008年）
- 長い長い殺人（2008年） - 高井信雄 役
- インシテミル 7日間のデス・ゲーム（2010年） - 西野宗広 役
- RAILWAYS 49歳で電車の運転士になった男の物語（2010年） - 田窪俊和 役
- ハイブリッド・バトル（2010年） - 半沢俊介 役
- 少女たちの羅針盤（2011年） - 平良弘明 役
- TOKYOてやんでぃ （2013年)
- 謎解きはディナーのあとで（2013年）
- マジックナイト （2014年） - 十文字雫 役
- マエストロ!（2015年） - 館長 役
- のぞきめ （2016年） - 竹村篤史 役
- Fukushima 50（2020年） - 工藤康明（福島第一原発 管理部当直長） 役
- 老後の資金がありません!（2021年） - 桜井秀典 役
- まぜこぜ一座殺人事件（2024年）[30]
- 劇場版ドクターX FINAL（2024年） - 海鮮食堂の店主 役

### WEBドラマ
- ヒミツの関係〜先生は同居人〜（2010年7月1日配信、NTTドコモ Bee TV） - 磯田信吾 役
- 医師 問題無ノ介（2014年12月20日配信、BeeTV）
- ただいまオンライン喧嘩中「石井正則 × 馬渕英里何 編」（2020年6月9日配信、U-NEXT）
- 僕の手を売ります（2023年10月27日配信予定、FOD・Amazon  Prime Video）[31]

### 舞台
- 100万回生きたねこ
- 樹海
- SINGER5
- 劇団たいしゅう小説家 第14回公演「SOHJIそうぢ!」（2008年1月19日 - 27日、本多劇場） - 主演
- 花の武将 前田慶次 （2010年9月、大阪松竹座） - 捨丸（金蔵） 役
- 味噌SOUP（大阪松竹座）
- サド侯爵夫人 - 複数キャラ兼任
- オーデュボンの祈り（2011年9月30日 - 10月12日、世田谷パブリックシアター 他） - 草薙 役
- タンブリングvol.3 （2012年8月8日 - 12日、東京国際フォーラムホールC / 8月17日 - 19日、シアターBRAVA! / 9月21日 - 23日、赤坂ACTシアター） - 春山一樹 役
- ピーター・パン（2017年7月24日 - 8月3日、東京国際フォーラムホールC 他） - スミー 役
- クリエ プレミア音楽朗読劇「VOICARION II GHOST CLUB」（2017年9月1日・2日、シアタークリエ） - シャーロック・ホームズ 役 [32]
- プレミア音楽朗読劇「VOICARION IX 帝国声歌舞伎 信長の犬」（2020年9月11日、帝国劇場） - 豊臣秀吉 役[33]
- プレミア音楽朗読劇「VOICARION スプーンの盾」（2023年、シアタークリエ） - ナポレオン 役
- リーディングイマジネーション「カミサマ ノ 本棚」（2024年3月23日、大和市文化創造拠点シリウス 芸術文化ホール メインホール）[34]
- 方南ぐみ企画公演 朗読劇「青空」（2025年1月31日、俳優座劇場）[35]

### テレビアニメ
- 結界師（2006年 - 2008年、白尾[36]）
- 最強武将伝 三国演義（2010年、諸葛亮[37]）
- 北斗の拳 イチゴ味（2015年、ナレーション、インタビュアー）

### 人形劇
- シャーロック ホームズ（2014年、ウィルソン・ケンプ）

### ラジオ
- 自転車協会presentsミラクル・サイクル・ライフ（2013年4月7日 - 、TBSラジオ） - パーソナリティ
- SOUNDS OF STORY〜ASADA JIRO LIBRARY〜　「雪鰻」（2013年12月7日、J-WAVE） - 朗読[38]
- オールナイトニッポンPremium 焼肉屋みやこんじょ 〜僕のミートフルな日常〜（2018年10月4日 - 2019年3月28日[39]、ニッポン放送） - パーソナリティ[40][41]

### ラジオドラマ
- FMシアター（NHK-FM）
  - 「反面教師」（2001年6月2日） - 西崎 役[42]
  - 『鮫人の家』（2025年1月25日） - つばさの父・護 役[43]
- 京極夏彦ラジオドラマ 『百器徒然袋』（2006年10月 - 2007年3月、ニッポン放送） - 益田龍一 役
- ラジオシアター〜文学の扉（2011年 - 2021年、TBSラジオ）
  - 「杜子春」（2011年11月27日・12月4日）[44][45]
  - 「駆け落ち」（2012年12月9日）[46]
  - 「辻馬車」（2012年12月21日）[46]
  - 「ベンジャミン・バトン」（2015年7月19・26日）
  - 「最後の一葉」（2016年12月11日）
  - 「桃源郷の短期滞在客」（2016年12月18日）
  - 「銭形平次捕物控～金色の処女」（2018年2月4日）
  - 「銭形平次捕物控～身投げする女」（2018年2月11日）
  - 「落語・寝るな怒るな走れメロス」（2018年12月23日）
  - 「王ディオニスの孤独」 / 「我が佳きメロス」 / 「走れメロス」（2018年12月31日）
  - 「虎退治のふたり」（2021年3月14日）
  - 「坂道を下る影」（2021年3月21日）
  - 「注文の多い料理店」（2021年9月26日）

※番組最多ゲスト。2021年1月 - 3月は中嶋朋子のピンチヒッターとしてMCも務めた。
- Wellith LIFE IS BEAUTIFUL（2015年4 - 9月、J-WAVE） - 山田太郎 役
- ラジオドラマ「エアチェック」（2015年12月27日、FMヨコハマ）[47]

### ナレーション
- Mr.サンデー（2010年 - 、フジテレビ系列・関西テレビと共同制作）
- 1番ソングSHOW（2013年4月 - 2014年、日本テレビ系列）

### バラエティ
- 三枝の国盗りゲーム（朝日放送系列）※乳児の頃に出演
- 変なおじさんTV（2000年10月 - 2002年9月、フジテレビ系列）
- ディズニーパラダイス（2005年6月5日 - 2008年、スカパー、ディズニー・チャンネル）※森公美子とダブル司会
- 熱血!平成教育学院（2006年10月 - 2011年3月、フジテレビ系列）※隔週出演。
- 個人授業 〜正しい和田アキ子の作り方〜（2006年 - 2007年、TBS系列）
- 日本史サスペンス劇場（2007年 - 2009年、日本テレビ系列）
- ぶらり途中下車の旅（2010年2月 - 、日本テレビ系列） - 旅人
- クラシックミステリー 名曲探偵アマデウス File60「葬送行進曲ミステリーツアー〜ショパン「ピアノ・ソナタ第2番《葬送》」」（2010年5月、NHK BShi・NHK BS2） - ツアーコンダクター・田比行夫 役
- 土曜スペシャル（2010年8月14日・2011年2月26日、テレビ東京系列）
- マツコの知らない世界（2016年3月15日、TBSテレビ）※「純喫茶グルメの世界」を紹介
- AKB48 SHOW! （2013年11月9日・2014年10月4日、NHK-BSプレミアム） ※コント：業界慣れしすぎた女／（2014年3月1日、NHK-BSプレミアム） ※コント：乃木坂不動産／（2014年6月14日・9月6日・2015年3月14日、NHK-BSプレミアム） ※コント：横山と川栄 〜業界慣れしすぎた女たち〜／（2016年1月23日、NHK-BSプレミアム） ※コント：おかぱーず／（2016年4月23日、NHK-BSプレミアム） ※コント：業界慣れしすぎた女たち
- 超入門!落語 THE MOVIE「夢の酒」（2018年1月25日、NHK総合） - 若旦那 役

### ドキュメンタリー
- 道徳ドキュメント（2006年3月30日 - 2010年、NHK教育）※番組ナビゲーター
- 地球イチバン「世界でイチバンの自転車の街 オランダ・グローニンゲン」（2010年8月16日・2011年4月28日、NHK総合）
- スポーツ大陸（2011年、NHK総合）※語り手

### 教養・教育番組
- 熱中時間 忙中"趣味"あり（2004年4月 - 2010年3月、NHK BS2）※熱中秘密捜査官（レポーター）役と番組マスコットナレーター。藤岡弘、と交代で出演。
- テレビでドイツ語（2008年4月 - 9月・2009年10月 - 2010年3月、NHK教育）※生徒 役
- Beポンキッキ・beポンキッキーズ（2010年4月 - 2014年3月、BSフジ） - いしいさん 役
- 極める!『石井正則の珈琲学』（2010年6月期、NHK教育） - 語り手（講師）
- みんなでニホンGO!（2010年9月16日・23日、NHK総合）
- よみがえる大河ドラマ デジタルリマスター版（2011年4月、NHK BSプレミアム）※神田愛花アナと共に司会
- 歴史秘話ヒストリア（2013年10月23日、2014年9月10日、NHK総合） - 秋山徳蔵 役（再現ドラマ）、農民 ひす とり兵衛 役
- 趣味どきっ!「ココロの犬塾〜空気の読めるワンちゃんをめざせ!〜」（2016年4月・5月期、NHK Eテレ） - 生徒役（パパ役）
- すてきにハンドメイド「男女で楽しむ 棒針で編むトライアングル模様のマフラー」（2016年11月3日、NHK Eテレ）

### WEB番組
- AbemaPrime（AbemaTV） - MC

### CM
- 日本マクドナルド
- カネボウフーズ「新中華そば光麺」（1999年）
- JT「セノビー」
- 東京三菱銀行「スーパーICカード」（2004年） - 板前 役
- ブラウン「オーラルB」（電動歯ブラシ）
- サントリーフーズ「C.C.レモン」（2009年）
- 西日本電信電話（NTT西日本）「フレッツ光 光にして委員です」（2010年）

## 受賞歴
- 1999年
  - 第21回ザテレビジョンドラマアカデミー賞 助演男優賞（『古畑任三郎』）
  - 第9回TV-LIFE年間ドラマ大賞 新人賞（『古畑任三郎』）[48]
- 2000年度 エランドール賞 新人賞

## 著書
- 『駄カメラ大百科』徳間書店、2018年。ISBN 978-4198646622。
- 『13（サーティーン）: ハンセン病療養所からの言葉』トランスビュー、2020年。ISBN 978-4798701776。